# Aglaia vitiensis
Aglaia vitiensis là một loài thực vật]] thuộc họ Meliaceae. Đây là loài đặc hữu của Fiji.